# صلاة الظهر
صَلَاةُ الظُّهْر هي ثاني الصلوات الخمس المفروضة كل يوم وليلة، باتفاق المسلمين. وهي صلاة سرية تتكون من أربع ركعات، وتعقد طوال أيام الأسبوع وقت الظهيرة عدا يوم الجمعة، فتحل مكانها صلاة الجمعة بالنسبة لمن يذهب إلى المسجد. وهي أول صلاة صلاها النبي ﷺ بعد فرض الصلوات الخمس.

## أسماء صلاة الظهر
قال أبو برزة الأسلمي لمن سأله عن مواقيت النبي للصلاة : ( كَانَ يُصَلِّي الْهَجِيرَ وَهِيَ الَّتِي تَدْعُونَهَا الْأُولَى حِينَ تَدْحَضُ الشَّمْسُ [ أَيْ تَزُولُ عَنْ وَسَطِ السَّمَاءِ ]).
قال ابن رجب : " في هذه الرواية : أن لصلاة الظهر اسمين آخرين :
أحدهما : الهجير ؛ لأنها تصلى بالهاجرة . [ وهُوَ وَقْتُ شِدَّةِ الْحَرِّ ]
والثاني : الأولى .
وقيل : سميت بذلك لأنها أول صلاة صلاها جبريل بالنبي عند البيت ، في أول ما فرضت الصلوات الخمس ليلة الإسراء ".

## وقتها
وقت الظهر يبتدئ من زوال الشمس عن وسط السماء، ويمتد إلى أن يصير ظل كل شيء مثله سوى فيء الزوال، أي إلى دخول وقت العصر، إلا أنه يستحب تأخير صلاة الظهر عن أول الوقت في المسجد عند شدة الحر، حتى لا يشق على المصلين ذهابهم إلى المسجد.
دليل هذا:
1. ما رواه أنس قال: «كان النبي صلى الله عليه وسلم إذا اشتد البرد بكر بالصلاة، وإذا اشتد الحر أبرد بالصلاة». رواه البخاري.
2. وعن أبي ذر قال: «كنا مع النبي صلى الله عليه وسلم في سفر فأراد المؤذن أن يؤذن الظهر فقال: أبرد، ثم أراد أن يؤذن فقال: أبرد، مرتين أو ثلاثا، حتى رأينا في التلول،(1) ثم قال: إن شدة الحر من فيح جهنم، فإذا اشتد الحر فأبردوا بالصلاة». رواه البخاري ومسلم.
غاية الإبراد: قال الحافظ في الفتح: واختلف العلماء في غاية الإبراد. فقيل حتى يصير الظل ذراعا بعد ظل الزوال. وقيل: ربع قامة، وقيل: ثلثها. وقيل: نصفها، وقيل غير ذلك. والجاري على القواعد، أنه يختلف باختلاف الأحوال ولكن بشرط أن لا يمتد إلى آخر الوقت.

## صلاة السنة الراتبة
عدد ركعات سنة الظهر ركعتان قبلها وركعتان بعدها، وورد كذلك أنه يصلي أربعا قبلها وركعتين بعدها.
فعن ابن عمر رضي الله عنهما قال: «حفظت من النبي صلى الله عليه وسلم عشر ركعات: ركعتين قبل الظهر، وركعتين بعدها …» [متفق عليه].
وعن عائشة رضي الله عنها أن النبي صلى الله عليه وسلم: «كان لا يدع أربعا قبل الظهر وركعتين قبل الغداة». [رواه البخاري].
ولا ينافي هذا الحديث حديث ابن عمر في قوله: ركعتين قبل الظهر، لأن هذه زيادة علمتها عائشة رضي الله عنها، ولم يعلمها ابن عمر. والله أعلم.

## الهوامش
- 1 (الفيء): الظل الذي بعد الزوال. (التلول) جمع تل: ما اجتمع على الأرض من تراب أو نحو ذلك.